# Пауль-Карл Лезер
Пауль-Карл Лезер (нім. Paul-Karl Loeser; 26 квітня 1915, Берлін — 2 січня 1987) — німецький офіцер-підводник, капітан-лейтенант крігсмаріне.

## Біографія
5 квітня 1935 року вступив на флот. З лютого 1938 року — 2-й вахтовий офіцер на підводному човні U-33, з лютого 1939 року — на U-40. З вересня 1939 по липень 1940 року — 1-й вахтовий офіцер на U-43, з 23 жовтня 1940 року — на U-108. В квітні 1941 року виконував обов'язки командира U-30. З 22 травня 1941 по 25 вересня 1943 року — командир U-373, на якому здійснив 9 походів (разом 367 днів у морі) і потопив 3 кораблі загальною водотоннажністю 10 263 тонни.
| Дата            | Назва корабля                         | Тип               | Тоннаж | Вантаж                         | Екіпаж | Загинули | Країна             |
| --------------- | ------------------------------------- | ----------------- | ------ | ------------------------------ | ------ | -------- | ------------------ |
| 17 березня 1942 | Mount Lycabettus                      | Торговий пароплав | 4,292  | Пшениця                        | 30     | 30       | Королівство Греція |
| 22 березня 1942 | Thursobank                            | Торговий теплохід | 5,575  | 7839 тонн генеральних вантажів | 64     | 30       | Британська імперія |
| 24 червня 1942  | John R. Williams (підірвався на міні) | Паровий буксир    | 396    |                                | 18     | 14       | США                |

З жовтня 1943 року — офіцер з підготовки в 20-й флотилії. З листопада 1944 року — керівник розвідувальної авіації 19-ї флотилії. З лютого 1945 року — референт з підготовки моряків у 8-му навчальному дивізіоні з вивчення конструкції військових кораблів. В квітні-травні 1945 року служив в охоронному батальйоні «Деніц». 23 травня 1945 року взятий в полон. 16 серпня 1945 року звільнений.

## Звання
- Кандидат в офіцери (5 квітня 1935)
- Морський кадет (25 вересня 1935)
- Фенріх-цур-зее (1 липня 1936)
- Оберфенріх-цур-зее (1 січня 1938)
- Лейтенант-цур-зее (1 квітня 1938)
- Оберлейтенант-цур-зее (1 жовтня 1939)
- Капітан-лейтенант (1 грудня 1942)

## Нагороди
- Медаль «За вислугу років у Вермахті» 4-го класу (4 роки)